# 王焘 (蕲水人)
王焘（?—?）。蕲水（今湖北浠水）人，明朝初年人物。
王焘家居七世同居一门，家里有二百余口。大家互相没有不合的语言。明太祖洪武九年（1376年）十一月，王焘被朝廷旌为孝义之门。